# Féternes
Féternes ist eine französische Gemeinde im Département Haute-Savoie in der Region Auvergne-Rhône-Alpes.

## Geographie
Féternes liegt auf 787 m über dem Meeresspiegel, sieben Kilometer ostsüdöstlich der Stadt Thonon-les-Bains (Luftlinie). Das Dorf erstreckt sich im Chablais, an aussichtsreicher Lage auf dem Hochplateau des Pays de Gavot südlich des Genfersees, hoch über dem Tal der Dranse, in den Savoyer Voralpen.
Die Fläche des 14,31 km² großen Gemeindegebiets umfasst einen Abschnitt des Hochplateaus im zentralen Chablais. Die Hochfläche senkt sich leicht gegen Westen ab. Sie wird vom Bach Maravant, der teilweise die Nordgrenze bildet, zur Dranse entwässert. Nach Süden fällt das Plateau steil zum Tal der Dranse ab. Entlang der Dranse, die hier im Lauf der Zeit eine tiefe Schlucht (Gorges de la Dranse) geschaffen hat, verläuft die südliche Abgrenzung. Die höchste Erhebung von Féternes wird mit 900 m auf der Höhe westlich von Vinzier erreicht.

### Gemeindegliederung
Zu Féternes gehören neben dem eigentlichen Dorfzentrum verschiedene weitere Dörfer und Weilersiedlungen, nämlich von Westen nach Osten:
- Féternes-Vieux mit Châteauvieux (685 m) am Rand des Plateaus
- Lesvaux (694 m) auf dem Plateau vor dem Steilabfall zur Dranse
- Thièze (690 m) auf dem Hochplateau des Pays de Gavot
- Curninge (797 m) auf dem Hochplateau des Pays de Gavot
- Chez Divoz (830 m) auf dem Hochplateau des Pays de Gavot
- Chez Portay (834 m) auf dem Hochplateau des Pays de Gavot
- Vougron (750 m) am Südhang über dem Dransetal
- Flon (755 m) am Südhang über dem Dransetal
- Véringe (720 m) am Südhang über dem Dransetal
- La Plantaz (779 m) bei einem Geländevorsprung über dem Dransetal

Nachbargemeinden von Féternes sind Marin, Champanges und Larringes im Norden, Vinzier im Osten, La Vernaz, Reyvroz und Lyaud im Süden sowie Armoy im Westen.

## Geschichte
Auf dem Gemeindegebiet von Féternes wurden Schalensteine und Münzen aus der Römerzeit gefunden, was auf eine sehr frühe Besiedlung schließen lässt. Der Ortsname ist wahrscheinlich germanischen Ursprungs (Festeren).
Im Mittelalter wurde auf einem Vorsprung hoch über der Dranseschlucht eine Burg errichtet, die ab dem frühen 13. Jahrhundert Sitz einer Herrschaft war, zu der das ganze Vallée d’Abondance gehörte.

## Sehenswürdigkeiten
Die Dorfkirche von Féternes wurde im 19. Jahrhundert erbaut. Die Kapelle von Féternes-Vieux stammt von 1855. Bei Féternes-Vieux sind Ruinen der ehemaligen Burg erhalten.

## Bevölkerung
| Jahr                       | 1962 | 1968 | 1975 | 1982 | 1990 | 1999 | 2006 |
| Einwohner                  | 832  | 861  | 842  | 825  | 1064 | 1151 | 1274 |
| Quellen: Cassini und INSEE |      |      |      |      |      |      |      |

Mit 1520 Einwohnern (1. Januar 2022) gehört Féternes zu den kleineren Gemeinden des Département Haute-Savoie. In den letzten Jahrzehnten wurde ein kontinuierliches starkes Wachstum der Einwohnerzahl verzeichnet.

## Wirtschaft und Infrastruktur
Féternes war bis weit ins 20. Jahrhundert hinein ein vorwiegend durch die Landwirtschaft geprägtes Dorf. Heute gibt es verschiedene Betriebe des lokalen Kleingewerbes. Zahlreiche Erwerbstätige sind Wegpendler, die in den größeren Ortschaften der Umgebung, vor allem in Thonon-les-Bains, ihrer Arbeit nachgehen.
Die Ortschaft liegt abseits der größeren Durchgangsstraßen, ist aber von Thonon-les-Bains leicht erreichbar. Weitere Straßenverbindungen bestehen mit Champanges, Larringes und Vinzier.